# Cot Lhok
Cot Lhok is een bestuurslaag in het regentschap Aceh Besar van de provincie Atjeh, Indonesië. Cot Lhok telt 300 inwoners (volkstelling 2010).